# Legio I Minervia

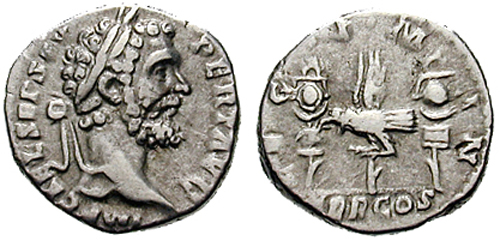
Denario de Septimio Severo, para celebrar I Minervia, que había apoyado al comandante del ejército de Pannonia en su lucha por el poder.

La Legio I Minervia (Primera legión «de Minerva») fue una legión romana, reclutada por el Emperador Domiciano en el año 82. El último registro de actividad de esta legión surge a mediados del siglo IV, en la frontera del Rin. El símbolo de esta legión fue una imagen de su protectora, la diosa Minerva.

## Historia

### SigloI
La Legio I Minervia fue creada por Domiciano para reforzar su ejército durante la campaña contra la tribu germana de los catos. Terminado este conflicto, la legión fue acuartelada en el campamento de Bonna (Bonn, Alemania), que sería su base principal los siglos siguientes. En 89, la I Minervia colaboró en la supresión de una revuelta del gobernador de la Germania Superior, Lucio Antonio Saturnino, y como agradecimiento Domiciano les concedió el sobrenombre de Pia Fidelis Domitiana (leal y fiel a Domiciano), aunque a la muerte de este emperador, el Senado ordenó su damnatio memoriae y perdió el epíteto imperial.

### SigloII

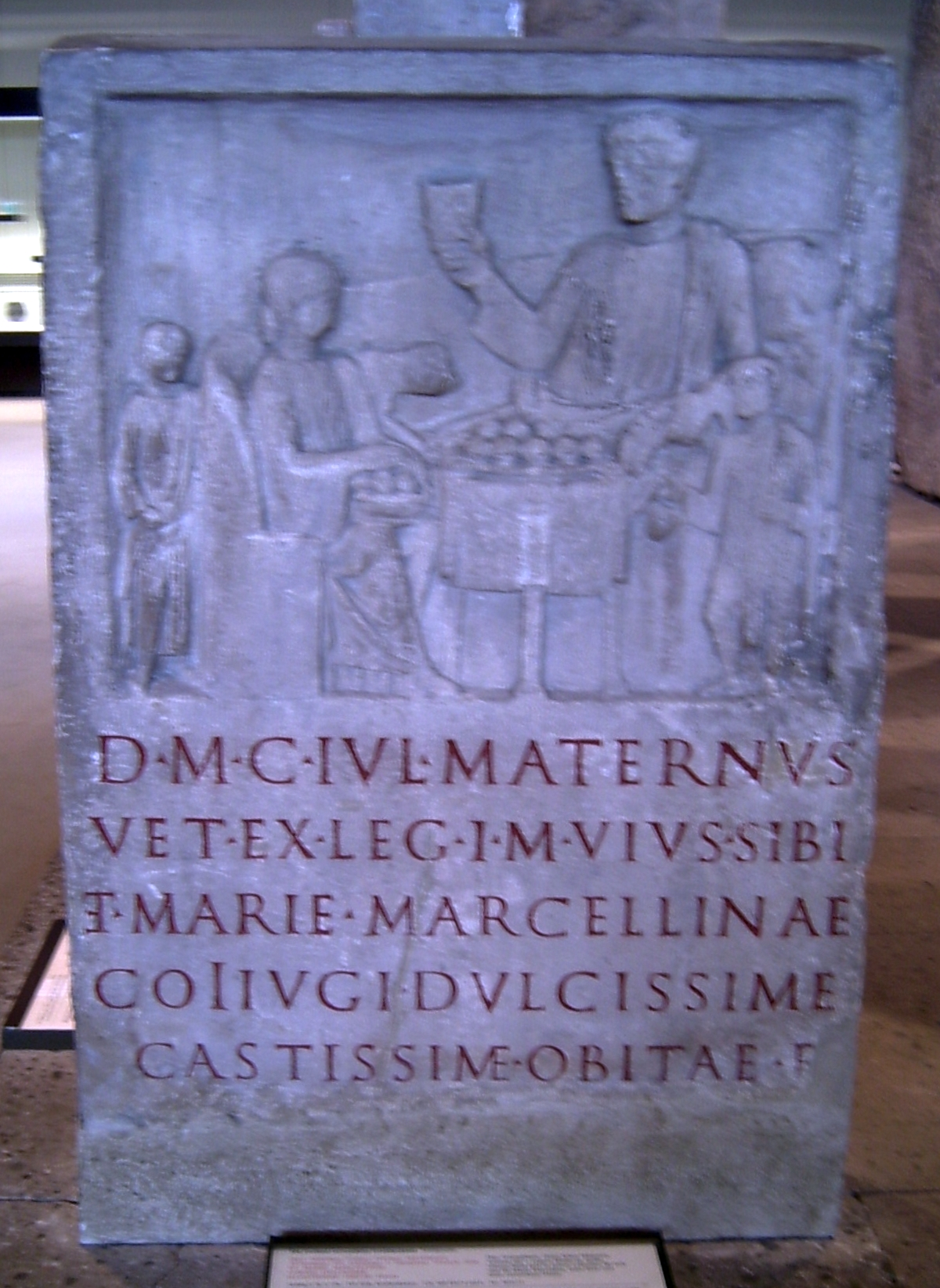
Epitafio del veteranio de la Legión C. Iulius Maternus, asentado en la cannaba de Mogontiacum en el.

Entre los años 101 y 106, la I Minervia participó en las guerras de Dacia de Trajano, siendo su comandante el futuro emperador Adriano, y el mérito de sus acciones les concedió la honra de figurar en la columna de Trajano, el monumento erigido a los acontecimientos, un privilegio concedido a sólo cuatro legiones. Después de la pacificación de la Dacia, la I Minervia regresó al campamento de Bonna y, juntamente con la Legio XXX Ulpia Victrix estacionada en el campamento de Vetera (Xanten, Alemania), participó en diversas actividades de refuerzo del limes renano a lo largo de las décadas siguientes.
La I Minervia estuvo siempre asociada a los ejércitos del Rin pero a pesar de eso, la legión (o sus subunidades) participaron en operaciones en diversos puntos del Imperio:
- 162-166, en la guerra contra el Imperio parto, comandada por Lucio Vero.
- 166-175 y 178-180, en las guerras de Marco Aurelio contra la tribu germana de los marcomanos.
- 173, en la campaña contra los Chauci de la Gallia Belgica, comandada por el gobernador Didio Juliano.
- 198-211, como guarnición de la ciudad de Lugdunum (moderna Lyon), capital de la Galia.

### SigloIII
Durante la crisis del siglo III, la I Minervia tuvo un papel político relevante al apoyar el ascenso al poder de diversos emperadores y facciones.
Así mismo, fue una de las legiones del limes renano que apoyaron la sublevación de Póstumo en contra de Galieno, dando lugar al Imperio Galo, que existió entre el 260 y 274.

### SiglosIVyV
En 353, Bonna, fue conquistada por los francos y la I Minervia desaparece de las fuentes. No hay, sin embargo, referencias a su destrucción en este conflicto.
Sin embargo, en su narración de la batalla de Argentoratum (hoy Estrasburgo) en el otoño de 357, Amiano Marcelino menciona una Primanorum Legio que podría haber formado parte de la Legio I Minervia.
El emperador Juliano el Apóstata (360-363) iba a reconstruir el campamento de Bonna, pero no se sabe qué tropas estaban estacionadas allí.
Se utilizó una legión del mismo nombre en el inicio del siglo V, como comitatenses (Ejército de Campaña) en el ejército de Oriente y, según la Notitia Dignitatum, estaba bajo el mando del magister militum por Illyricum.